# Renya Mutaguchi
Renya Mutaguchi (牟田口 廉也, Mutaguchi Renya, 7 octobre 1888 - 2 août 1966) est un général de l'armée Impériale Japonaise durant la Seconde Guerre mondiale.

## Biographie
Mutaguchi est natif de la Préfecture de Saga au Japon. Il est diplômé de la XXIIe classe de l'académie de l'armée impériale japonaise en 1910 et ensuite de la XIXe classe collège de guerre de l'armée en 1917. Il a servi pour les forces japonaises lors de l'intervention sibérienne contre les bolchevik de l'armée rouge en Russie orientale. Il devient plus tard attaché militaire en France. Il est promu major en 1926, puis colonel en 1930. De 1933 à 1936, il est à la section des affaires générales du quartier général impérial à Tokyo. Puis il est muté en Chine en 1936 où il prend le commandement des forces de la garnison japonaise à Pékin.
Il est commandant du 1er régiment d'infanterie en Chine de 1936 à 1938. Il occupe par la suite, un poste au quartier général de l'armée japonaise du Guandong. Il devient lieutenant général en 1940. On lui offre le commandement de la XVIIIe division de l'armée impériale japonaise, en avril 1941 peu avant le début de la guerre du Pacifique. Cette division deviendra impliquée au début de la guerre, lors de l'invasion de la Malaisie, en décembre 1941. Mutaguchi est blessé durant la bataille de Singapour, en février 1942. 
À la suite de la défaite de Singapour, la XVIIIe division est déplacée vers les Philippines afin de renforcer les troupes affrontant les Américains qui résistent longuement dans la péninsule de Bataan. En avril 1942, la XVIIIe division est réassignée en Birmanie et est impliquée dans la victorieuse campagne de Birmanie.
La 15e armée passe sous le commandement de Mutaguchi en mars 1943. Il planifie alors des avancées vers l'Assam à travers une région hostile, l'opération U-Go, qui mèneront à la bataille d'Imphal courant 1944. Quand l'offensive tourne court et que le ravitaillement vient à manquer, Mutagushi refuse la retraite des troupes proposée par ses commandants de divisions et il en relève plusieurs de leurs fonctions dont Kotoku Sato. Plus de 50 000 des 65 000 japonais engagés sont hors de combat, la plupart de famine ou de maladie. À la suite du désastre, il perd son commandement et est rappelé à Tokyo. 
Il est poussé vers la retraite en décembre 1944. Mutaguchi est rappelé temporairement au service actif en 1945, à son ancien poste de commandant de l'école préparatoire militaire.
À la fin de la guerre, il est arrêté par les autorités d'occupation américaine, puis extradé vers Singapour, où il fait face à un tribunal militaire, qui le condamne pour crime de guerre. Libéré en mars 1948, il retourne au Japon où il meurt, à Tokyo, le 2 août 1966.

### Livres
- (en) Richard Fuller, Shokan : Hirohito's Samurai, Londres, Arms and Armor, 1992, 319 p. (ISBN 978-1-85409-151-2, LCCN 92218016)
- (en) Saburo Hayashi et Cox, Alvin D, Kogun : The Japanese Army in the Pacific War, Quantico, VA, The Marine Corps Association., 1959
- (en) Allen Louis, Burma : The longest War, Londres, Dent Publishing, 1984, poche (ISBN 978-0-460-02474-7)
- (en) Long-hsuen Hsu et Chang Ming-kai, History of The Sino-Japanese War (1937-1945) 2nd Ed, Taiwan Republic of China, Chung Wu Publishing, 1971